# Urwista (Masyw Śnieżnika)
Urwista (dawniej niem. Gläseberg, po 1945 r. również Szklisko) – wzniesienie 795 m n.p.m. w południowo-zachodniej Polsce, w Sudetach Wschodnich, w Masywie Śnieżnika.

## Geografia, geologia i przyroda
Wzniesienie położone, w Sudetach Wschodnich, w południowo-zachodniej części Masywu Śnieżnika, na terenie Śnieżnickiego Parku Krajobrazowego, na  południowo-zachodnim rozrogu Śnieżnika, między wsią Szklarnia, po północno-zachodniej stronie, a  wzniesieniem Opacz po południowo-wschodniej stronie, około 4,4 km na wschód od centrum miejscowości Międzylesie.		
Jest to kopulaste wzniesienie, zbudowane z gnejsów śnieżnickich, należących do metamorfiku Lądka i Śnieżnika, o stromo opadających zboczach: południowym, zachodnim i wschodnim z wyraźnie zaznaczonym płaskim wierzchołkiem. Ma postać odosobnionej kulminacji w kształcie wydłużonego południkowo wału, wydzielonego od zachodniej strony Wysoczyzną Miedzyleską, a od wschodu wciętą w Masyw Śnieżnika od strony południowej międzygórską doliną. Wznosi się na końcu grzbietu, który na wysokości Małego Śnieżnika odchodzi lekko na zachód, od głównego południowo-zachodniego grzbietu Śnieżnika. Charakterystyczny kształt góry i położenie na południowo-zachodnim skraju Masywu Śnieżnika, której zbocze stromo opada w kierunku Wysoczyzny Miedzyleskiej, czyni górę rozpoznawalną w terenie. Szczyt i zbocza w całości pokryte gęstym lasem świerkowym regla dolnego z domieszką drzew liściastych.

## Turystyka
Poniżej szczytu, północnym zboczem przechodzi  europejski długodystansowy szlak pieszy E3 – z Międzylesia prowadzi zachodnim zboczem południowo-zachodniego grzbietu odchodzącego od Śnieżnika, na Halę pod Śnieżnikiem i dalej.